# Turtle Lake (condado de Barron, Wisconsin)
Turtle Lake es un municipio situado en el condado de Barron, Wisconsin, Estados Unidos. Tiene una población estimada, a mediados de 2024, de 643 habitantes.

## Geografía
Está ubicado en las coordenadas 45°19′52″N 92°6′16″O / 45.33111, -92.10444. Según la Oficina del Censo, tiene una superficie total de 92.22 km², de los cuales 91.10 km² corresponden a tierra firme y 1.12 km² están cubiertos de agua.

## Demografía
Según el censo de 2020, en ese momento había 640 personas residiendo en la zona. La densidad de población era de 7.03 hab./km². El 95.78% de los habitantes eran blancos, el 0.16% era afroamericano, el 0.31% eran amerindios, el 0.47% eran de otras razas y el 3.28% eran de una mezcla de razas. Del total de la población, el 0.31% eran hispanos o latinos de cualquier raza.